# 格奧爾基·巴爾布
格奧爾基·巴爾布（羅馬尼亞語：Gheorghe Barbu，1951年11月3日—）是羅馬尼亞政治家。作為民主自由黨的成員，他於2000年至2008年代表胡內多阿拉縣參選眾議院，並於2004年至2007年擔任克林·樸比斯古-特里恰努內閣的勞工部長。

## 生平
出生於胡內多阿拉縣克蘭斯特雷村，1975年畢業於布加勒斯特理工大學冶金系，1977年在布加勒斯特經濟學院完成經濟工程專業的研究生學習。他曾在布拉索夫拖拉機廠（1975年－1981年）、德瓦採礦研究所（1981年－1986年）和德瓦備件和維修公司（1987年－1996年）擔任工程師。
巴爾布已婚並有兩個孩子。